# Russlandbild
Der Terminus Russlandbild bezeichnet die Wahrnehmung und die Gefühle, die Nichtrussen Russland und den Russen entgegenbringen. In der Wissenschaft (vgl. Russistik) hat dieser Fachbegriff besonders in Deutschland eine größere Verbreitung erlangt. Die wechselvollen Beziehungen beider Völker führten zu sehr divergierenden Bildern, die zwischen bewundernder Russophilie und hasserfüllter Russophobie schwanken.

## Rahmenbedingungen und Besonderheiten

### Historische Rahmenbedingungen für die Entwicklung der Bilder vom Anderen
Unterschiedliche Rahmenbedingungen (Cäsaropapismus / Römisches Recht, Orthodoxer Glauben / Lateinischer Glauben, Nationalstaat / Vielvölkerstaat, offene Grenzen / starke physisch-geografische Gliederung usw.) führten zu unterschiedlichen geschichtlichen Entwicklungswegen in Ost und West. Dies brachte in beiden Kulturkreisen andere Kulturauffassungen und differierende Mentalitäts- und Denkweisen mit sich, die wiederum zu häufigen Missverständnissen, Fehlannahmen, Fehlschlüssen und Konfliktsituationen führten.
In der westlichen Welt entwickelten sich Gesellschaften mit hoher individualistischer Ausprägung. Solche Gesellschaften nehmen ihre soziale Außenwelt überwiegend in Bezug zu sich selbst wahr und verhandeln diese dann mit dem eigenen Selbstbild. Die westlichen Staaten sehen sich als die fortschrittlichsten und damit an der Spitze der menschlichen Entwicklung stehend. Allen anderen Gesellschaften wird automatisch ein inferiorer Status zuerkannt, und dementsprechend werden sie als unterentwickelt, rückständig, unreif, vormodern usw. betrachtet. Ihre Anerkennung als gleichberechtigte Partner ist ausgeschlossen. Zudem sieht sich die westliche Welt als legitime Instanz bei der Beurteilung von richtig oder falsch. Folglich gestalten sich die Beziehungen zu nicht-demokratischen Staaten a-symmetrisch nach dem Muster Eltern-Kind, Lehrer-Schüler oder Therapeut-Patient. So entstand eine Wahrnehmungsblockade, die seit 1550 die Bilder Russlands im Westen prägen. (vgl. Russische Rückständigkeit)
Da die Russen nach orthodoxer Lesart ein „rechtgläubiges“ Leben in Entsprechung der göttlichen Ordnung führten, konnte das Fremde lediglich als richtig oder falsch eingestuft werden. Die Sicherheit der eigenen Identität ging aber seit den petrinischen Reformen in der Auseinandersetzung mit der westlichen Kultur verloren. In neuer Zeit überwiegt das „falsch“; „Wir wollen nicht in dieses Schwulen-Europa“ sind Aussagen, die auch durch russische Propaganda geschürt werden. „Das, was Putin als Dekadenz ansieht, die Stärke Europas, die wirtschaftliche Kraft und Kreativität ist ohne diese Liberalität, Sanftheit undenkbar.“ Die Aufrechterhaltung der eigenen Identität bedarf nun der projektiven Abwehr des Anderen. Die heutige russische Politik ist mit der Abkehr vom westlichen Entwicklungsweg und mit der Proklamierung und der Beschreitung des traditionellen Russischen Sonderweges bemüht. Infolge der in Russland nicht stattgefundenen Individualisierung und Entwicklung eines Autonomiebewusstseins fand auch keine Bewertung des Einzelnen hinsichtlich seiner persönlichen Aktivität und Leistung statt.

### Besonderheit des deutschen Russlandbildes
Ein markanter Aspekt liegt darin, dass das Russlandbild der Deutschen eine Selbstspiegelung darstellt, also das sieht, was es selbst ist. Dieses spezifische Merkmal rührt auch daher, dass beiden Völkern eine Art Seelenverwandtschaft (in Bezug zum russischen und deutschen Sonderweg) nachgesagt wird. So wird den Deutschen von Russen im Allgemeinen unterstellt, ein besonderes Verständnis für die Russische Seele zu haben, weswegen Deutschland für Russland als direkter und primärer Ansprechpartner, sozusagen als kultureller Übersetzer für westliche Belange gilt. So bewegte sich das Russlandbild der Deutschen wie kein anderes Fremdbild in einem extremen Spannungsfeld zwischen Furcht und Faszination.

## Geschichte des deutschen Russlandbildes

### Bis zum 18. Jahrhundert
Geschichtlich bildete das Zeitalter der Aufklärung ebenso eine Zeitenwende bei der Betrachtung des jeweilig anderen. Bis etwa 1800 dominierte in Europa das Konzept einer Nord-Süd-Aufteilung. Demnach gab es ein nordisches Machtzentrum mit Dänemark, Schweden, Polen, Brandenburg/Preußen und Russland und ein südliches mit den anderen europäischen Staaten. Russland übernahm durch die Beendigung der Nordischen Kriege 1721 letztlich den schwedischen Großmachtstatus als nordische und nicht als östliche europäische Großmacht.

### Im 19. Jahrhundert
Die spannungsgeladene Entwicklung des deutschen Russlandbildes begann im 19. Jahrhundert, als sich nach hundert Jahren kontinuierlicher politischer Beziehungen die Kontakte zwischen Deutschen und Russen vertieften. Je nach politischer Ausrichtung (pro-französisch – anti-französisch, liberal – konservativ) fanden positive und negative Bilder Verbreitung. Positiv wirkte ab 1813 in den Befreiungskriegen das entstandene preußisch-russische Bündnis. Russische Kosaken und der russische Zar wurden in Preußen, Hamburg und anderen französisch besetzten deutschen Gebieten als Befreier von französischer Fremdherrschaft gefeiert. Zuvor hatten sich zwangsrekrutierte deutsche Kontingente und Russen während des Russlandfeldzugs Napoleons 1812 noch feindlich gegenübergestanden. Nachdem die wenigen überlebenden Bayern, Hessen, Badener, Württemberger und weitere in ihre Heimat zurückkehrten, berichteten diese als Feinde in Russland eingerückten Soldaten vorwiegend von Kälte, Weite, Grausamkeit der Bewohner und einer primitiven Lebensweise der Bevölkerung. Dieses Bild (inklusive der Legende vom russischen Winter als Bezwinger der Grande Armee) prägte auch nach dem Wechsel der Bündnisse das Russlandbild im einfachen Volk. Dagegen verband sich die adelige Elite beider Kulturen ab 1812 durch zahlreiche Eheschließungen des russischen Kaiserhauses mit deutschen Fürstenfamilien. Die russische Volkskultur begeisterte zudem die gebildete Schicht. Als Bewahrer der natürlichen Ordnung genoss Russland in konservativ-aristokratischen Kreisen ein sehr positives Bild. Als Gegenströmung galt Russland vor allem unter Liberalen ab Mitte des 19. Jahrhunderts als „Hort der Despotie“, vor dessen Eingreifen man sich während der Revolutionszeit 1848/1849 fürchtete. Allgemein hielt im 19. Jahrhundert die russische Kultur in Deutschland Einzug. Russische Literatur, russische Musik und russisches Ballett vermittelten erstmals das Bild einer eigenen Hochkultur.

### In der ausgehenden Kaiserzeit und dem Ersten Weltkrieg
Nach der Ära Bismarck wuchs die Feindseligkeit gegenüber Russland. Im frühen 20. Jahrhundert setzte sich auch in der deutschen Oberschicht ein vorwiegend negatives Bild von Russland durch. Dazu trug auch das Weltmachtstreben unter Kaiser Wilhelm II. bei, das die alte Allianz der konservativen Monarchen in Deutschland und Russland zerstörte. Innenpolitisch konnte die erstarkte Sozialdemokratie für den aggressiven Kurs eingebunden werden, indem ein neues Feindbild propagiert wurde, das Russland als Feinde des Liberalismus und als Unterdrücker des gesellschaftlichen Fortschritts sah. So bekräftigte August Bebel 1907 seine Position:

„[W]enn es zu einem Kriege mit Rußland käme, das ich als Feind aller Kultur und aller Unterdrückten … ansähe, … dann sei ich alter Knabe noch bereit, die Flinte auf den Buckel zu nehmen und in den Krieg gegen Rußland zu ziehen. … [M]ir war es mit den Worten bitter ernst.“

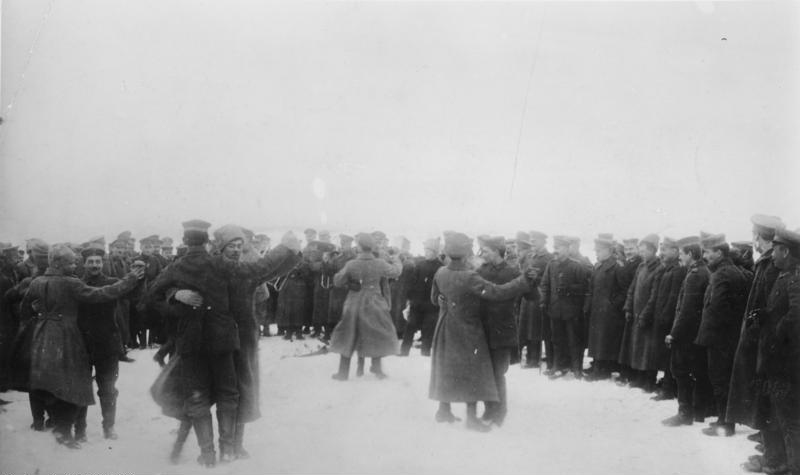
Verbrüderungsszenen wie diese zwischen russischen und deutschen Soldaten sollten durch ein eindeutiges Feindschema verhindert werden.

Im Ersten Weltkrieg standen sich Deutschland und Russland als erbitterte Feinde gegenüber. Der Kampf gegen Russland wurde erstmals als Kampf zwischen europäischer Kultur und asiatischer Barbarei stilisiert, um jegliche Verbrüderung der eigentlichen Leidtragenden zu verhindern. So wurden durch die Medien in der deutschen Öffentlichkeit stereotype Vorstellungen über Russland propagiert, in denen die Russen als einfältig, unzivilisiert und grausam beschrieben wurden. Nachfolgend findet sich einer dieser typischen Berichte, mit der die Bevölkerung durch Schürung von Hass- und Angstgefühlen angestachelt wurde: 

„Russlands halbasiatische Horden überfluteten blühende deutsche Gefilde. Sie haben schlimmer als wilde Tiere gehaust. … Greise, Frauen und Kinder wurden in asiatischer Rohheit zu Tode gemartert. Das war die Kultur, die diese Mordbrennerbanden des Friedenszaren nach Westen trugen; verstümmelte Leichen und schwelende Ruinen und Trümmerhaufen kennzeichnete ihren Weg.“

### Weimarer Republik und Nationalsozialismus
Die Oktoberrevolution von 1917 sorgte auch für eine Zäsur im deutschen Russlandbild. Russland erfüllte zur Weimarer Zeit für Anhänger der deutschen KPD eine Vorbildfunktion und politische Kritik an dortigen Zuständen war in dieser Zeit auf der deutschen Linken nur in oppositionell-sozialistischen und sozialdemokratischen Kreisen zu hören. Eine beginnende Zusammenarbeit der zu dieser Zeit weltpolitisch „geächteten“ Nationen Deutschland und Russland (siehe auch Vertrag von Rapallo) gerade im militärischen Bereich machte auch auf Seiten der politischen Rechten Deutschlands zunächst eine Stärkung geschaffener Feindbilder nicht opportun, so dass das negative Russlandbild zwar weiter latent vorhanden blieb, jedoch bis zum Aufstieg der Nationalsozialisten keine zusätzliche offensive Nahrung erhielt.
Angst- und Feindbilder bezüglich Russlands gewannen erst in der Zeit des Nationalsozialismus wieder größeres Gewicht bis hin zu einer extremen, rassistischen Ausformung im Zweiten Weltkrieg. Traditionelle antirussische Klischees aus der Kaiserzeit von der asiatisch-untermenschlichen Rückständigkeit wurden mit antisemitischen und antikommunistischen Aspekten („jüdischer Weltbolschewismus“) verknüpft und wirkten dementsprechend auf das Russlandbild der allgemeinen deutschen Bevölkerung. Sie dienten auch als weltanschauliche Rechtfertigung für Gräueltaten während der deutschen Besetzung Russlands. Nach der Wende des Kriegsglücks trugen russische Racheakte an den vorherigen Aggressoren zu allgemeinen antirussischen Ressentiments in der deutschen Bevölkerung bei.

### Im geteilten Deutschland
Im geteilten Deutschland blieb das antirussische Feindbild auch nach 1945 in weiten Teilen der westlichen Öffentlichkeit verankert, während es im Osten einer oberflächlichen Zwangs-Freundschaft mit der führenden Nation des entstandenen Ostblocks wich. Diese – faktisch ein Vasallenverhältnis – war ebenfalls nicht tiefer im Bewusstsein der Bevölkerung verwurzelt und wurde nur im Rahmen von begrenzten Austauschaktionen wirklich durchbrochen (siehe Gesellschaft für Deutsch-Sowjetische Freundschaft).
Im Westen wurde „Russland“ in Stereotypen häufig mit der UdSSR gleichgesetzt. Durch die West-Ost-Zweiteilung entstand im westlichen Denken eine neue Scheidelinie in Europa. Der Westen war gemäß der Einschätzung des Autors Aleksej Miller zivilisiert und der Osten asiatisch, barbarisch geprägt.

### Verhältnis zum nachsowjetischen Russland
Ab Beginn der Perestroika unter Michail Gorbatschow kam es bis in die 1990er Jahre zu einer positiven Entwicklung des deutschen Russlandbildes, das jedoch weiter von althergebrachten, vor allem negativen Stereotypen getrübt war. Das allgemeine Russlandbild verfinsterte sich etwa ab dem Beginn der russischen Ära Putin und der Stagnation in der Demokratisierung erneut. Die wirtschaftliche Entwicklung Russlands seit dem Millennium wurde hierbei teils nicht ersichtlich, wodurch für durchschnittliche westliche Zuschauer auch die Unterstützung großer Teile der russischen Bevölkerung für die dortige Führung unverständlich blieb.
Bekannte russische Verhaltensmuster in Krisen, „Fakten schaffen, Krisendiplomatie blockieren, Desinformation streuen“, wiederholten sich im Transnistrien-Konflikt, beim Vorstoß nach Priština, in Konflikt mit Georgien um Südossetien oder bei der Annexion der Krim. Wegen Menschenrechtsabkommen oder anderen internationalen Vereinbarungen gerät Russland immer wieder durch die Asymmetrie der Ausführung in die Kritik, oft wird Russland vom Europäischen Gerichtshof für Menschenrechte verurteilt. Der Wunsch nach einer Verbesserung der Rechtsstaatlichkeit prägte auch während der Jahre der Zusammenarbeit mit Russland politische Diskussionen im Westen.